# Икута, Эрика
Икута Эрика (яп. 生田絵梨花 Икута Эрика) (род. 22 января 1997, Дюссельдорф, ФРГ) — японская певица и пианистка.
В 2011 году она прошла прослушивание в Nogizaka46и была выбрана в качестве одного из тридцати шести певцов первого потока. Её песня для прослушивания была «Звездой» Айко. Она была выбрана в качестве одного из участников, выступающих на дебютном сингле группы «Guruguru Curtain», выпущенном 22 февраля 2012 года. В сентябре 2012 года она была выбрана на главную роль Алисы в сценическом мюзикле Nogizaka46 «Шестнадцать главных».
20 апреля 2014 года она объявила, что сделает перерыв в Nogizaka46, чтобы продолжить дальнейшее обучение. В августе она возобновила свою деятельность в хореографическом центре для десятого сингла Nogizaka46 «Nandome no Aozora ka?». В 2015 году Икута появилась в телевизионной драме Fuji Television «Zannen na Otto» в роли старшеклассницы, мечтающей стать пианисткой. Она опубликовала свою первую сольную фотокнигу «Tenchō» 21 января 2016 года. За первую неделю было продано 38355 экземпляров, и она заняла первое место в еженедельном чарте продаж Oricon. Она также заняла первое место в рейтинге фотоальбомов Oricon в первой половине 2016 года.
В июле 2016 года было объявлено, что Икута была выбрана на роль Козетты в «Отверженных» в Японии в 2017 году, роль, которую она исполнит в 2019 году, 
В июле 2020 года было объявлено, что Икута была выбрана на роль Эпонина в «Отверженных в 2021 году.
13 октября было объявлено, что Икута будет японским голосом Аши в японском дубляже диснеевского фильма «Заветное желание».
В июле 2024 года было объявлено, что Икута была выбрана на роль Фантина в «Отверженных в 2024-2025 году. Она также является второй актрисой в Японии, сыгравшей одновременно Козетту, Эпонину и Фантину в «Отверженных», первой из которых была Рина Чинен.

## Избранная дискография
| Year | Title                        | Role         | Notes        | Source |
| ---- | ---------------------------- | ------------ | ------------ | ------ |
| 2012 | The Hunger Games             | Rue          | Japanese dub | [ 1 ]  |
| 2014 | Chōnōryoku Kenkyūbu no 3-nin | Ikuko Murata |              | [ 2 ]  |
| 2017 | Asahinagu                    | Nene Ichidō  |              | [ 3 ]  |
| 2023 | Once Upon a Studio           | Asha         | Japanese Dub |        |
| 2023 | Wish                         | Asha         | Japanese Dub |        |

### Театральные работы
| Year    | Title                                          | Role              | Venue                 | Source |
| ------- | ---------------------------------------------- | ----------------- | --------------------- | ------ |
| 2007    | Coco Smile: Asu e no Rock 'n' Roll             | Coco              |                       | [ 4 ]  |
| 2009    | Heidi                                          | Clara Sesemann    |                       | [ 5 ]  |
| 2014-5  | Rainbow Prelude                                | Louise            | Tennōzu Ginga Theater | [ 6 ]  |
| 2015    | Princess Knight                                | Princess Sapphire | Akasaka ACT Theater   | [ 7 ]  |
| 2017-9  | Roméo et Juliette                              | Juliet            | Akasaka ACT Theater   | [ 8 ]  |
| 2017-9  | Les Misérables                                 | Cosette           | Imperial Theatre      | [ 9 ]  |
| 2018    | Mozart!                                        | Constanze         | Imperial Theatre      |        |
| 2019    | Natasha, Pierre & The Great Comet of 1812      | Natasha Rostova   | Imperial Theatre      |        |
| 2019-20 | Beautiful Woman -A Woman Who Has Met With God- | Kegare            |                       |        |
| 2020    | Whistle Down the Wind                          | Swallow           | Imperial Theatre      |        |
| 2021    | Les Misérables                                 | Éponine           | Imperial Theatre      |        |
| 2022    | Your Lie in April                              | Kaori Miyazono    | Nissay Theatre        |        |
| 2023    | Mean Girls                                     | Cady Heron        |                       |        |
| 2023    | Gypsy                                          | Louise            |                       |        |
| 2024-5  | Les Misérables                                 | Fantine           | Imperial Theatre      |        |

### Фотокниги
- Kikan Nogizaka vol.4 Saitō (26 December 2014, Tokyo News Service) ISBN 9784863364516[10]
- Tenchō=Modulation Erika Ikuta 1st Photo Book (21 January 2016, Shueisha) ISBN 9784087807783[11][12]